# Coalmont (Indiana)
Coalmont – jednostka osadnicza w Stanach Zjednoczonych, w stanie Indiana, w hrabstwie Clay.